# شرکت آمریکا
«شرکت آمریکا» آلبومی از بوستون است که در سال ۲۰۰۲ میلادی منتشر شد.